# Municipio de Nuevo Morelos
El municipio de Nuevo Morelos es uno de los 43 municipios en que se encuentra dividido el estado mexicano de Tamaulipas. Su cabecera municipal es la localidad homónima. 

## Demografía
De acuerdo con el censo de 2020, el municipio de Nuevo Morelos tenía un total de 3810 habitantes, de los que 1977 eran hombres y 1833, mujeres.